# Fülöp (Hajdú-Bihar)
Fülöp es un pueblo húngaro perteneciente al distrito de Nyíradony, condado de Hajdú-Bihar.

## Superficie
Cuenta con una superficie de 55,95 km².

## Demografía
Hasta 2024 la población era de 1561 habitantes, con una densidad de población de 27,89 hab/km².
| Gráfica de evolución demográfica de Fülöp entre 2020 y 2024 |
|                                                             |
| Datos según la Oficina Central de Estadística de Hungría.   |